# Stig Strand
Stig Strand (* 25. August 1956 in Tärnaby) ist ein ehemaliger schwedischer Skirennläufer.
Strand kommt wie sein großer Landsmann Ingemar Stenmark aus dem kleinen schwedischen Ort Tärnaby und war ebenfalls als Slalom-Fahrer aktiv. In der Saison 1982/83 brachten es die beiden schwedischen Skifahrer zudem fertig, dass sie am Ende des Slalom-Weltcups jeweils 110 Punkte aufwiesen, wobei Strand mit dem Sieg im letzten Saisonslalom (20. März 1983 in Furano) die Punktzahl seines in diesem Rennen ausgeschiedenen Landsmanns egalisierte. Stenmark gewann den Titel lediglich, weil er mehr Rennen gewonnen hatte.
In seiner Zeit im Skiweltcup, die von 1975 bis 1984 dauerte, konnte Strand insgesamt zwei Slalom-Rennen gewinnen und vier zweite Plätze erzielen. Zudem wurde er je zweimal Schwedischer Meister im Slalom und im Riesenslalom. Nach den Olympischen Winterspielen 1984 in Sarajevo, bei denen er im Slalom den neunten Platz belegte, beendete er seine Laufbahn.

## Weltcupsiege
| Datum             | Ort                  | Land    | Disziplin |
| ----------------- | -------------------- | ------- | --------- |
| 21. Dezember 1982 | Madonna di Campiglio | Italien | Slalom    |
| 20. März 1983     | Furano               | Japan   | Slalom    |